# O Gringo
Pour les articles homonymes, voir Gringo (homonymie).
Albums de Bernard Lavilliers
Pouvoirs
(1979) Nuit d'amour
(1981)
Singles
1. Traffic
Sortie : février 1980
2. Stand the Ghetto
Sortie : août 1980
3. La Salsa (pressage bolivien)
Sortie : 1980

O gringo est le septième album studio de Bernard Lavilliers, sorti en janvier 1980.

## Présentation
O gringo est l'album de la reconnaissance et du succès, après l'échec commercial de son précédent album, Pouvoirs. Il sera certifié d'abord disque d'or pour plus de 100 000 exemplaires en 1980, puis disque de platine deux ans plus tard pour plus de 400 000 exemplaires vendus. Les rythmes reggae, salsa voire traditionnel brésilien (Sertão, dédié à Lampião, cangaceiro mythique de la libération au Brésil) en font un album éclectique qui mélange des inspirations variées :
- Reggae jamaïcain : Stand the Ghetto, Kingston.
- Sud-américains : La Salsa, Pierrot la Lame.
- Brésiliens : Sertão, O Gringo.
- Rock : Rock City, Traffic.
- Poésie française : Attention fragile et Est-ce ainsi que les hommes vivent ?.

La photo de la pochette, créée par Jean Baptiste Mondino, met en scène Bernard Lavilliers dans une chambre d'hôtel délabrée, riant à côté d'une valise laissant apparaître une carte de New York, des bandes magnétiques et un revolver. 

## Enregistrement
L'album est enregistré dans cinq studios différentes entre avril et décembre 1979: 
- au Studio Aquarius, à Kingston (Jamaïque) en avril 1979 pour les titres Kingston et Stand the Ghetto,
- au Studio The Power Station, à New York (États-Unis) en septembre 1979 pour deux titres, réalisés par Eric Dufaure avec le groupe de Robert Palmer, Rock City et Traffic,
- au Studio La Tierra, à New York (États-Unis) en septembre 1979, une réalisation de Ray Baretto pour les titres La Salsa et Pierrot la Lame,
- au Studio Polygram, à Rio de Janeiro (Brésil) en octobre 1979 pour les titres O Gringo et Sertaô,
- au Studio Delphine, à Paris (France) en décembre 1979 pour les titres Attention Fragile et Est-ce ainsi que les hommes vivent ?

## Titres
Il existe deux éditions différentes de l'album : 
- La version vinyle, parue en 1980, qui contient un 33 tours avec quatre titres sur chaque face et un maxi 45 tours avec Traffic et Stand the Ghetto, qui ne sont pas inclus sur le 33 tours. Le maxi 45 tours est intégré avec l'album[6].
- La version en disque compact, éditée en 1989, contenant les huit titres du 33 tours et les deux titres du maxi 45 tours, paru dans un seul disque. Traffic est placé entre La Salsa et O Gringo, tandis que  Stand The Ghetto est placé entre Pierrot la Lame et Kingston[7].

### Édition vinyle de 1980

#### 33 tours
| No | Titre                                | Paroles et musique          | Durée |
| -- | ------------------------------------ | --------------------------- | ----- |
| 1. | Rock City                            | Bernard Lavilliers          | 3:02  |
| 2. | La Salsa                             | Bernard Lavilliers          | 5:00  |
| 3. | O Gringo                             | Bernard Lavilliers, Novelli | 5:05  |
| 4. | Sertão                               | Bernard Lavilliers          | 4:42  |
| 5. | Attention fragile                    | Bernard Lavilliers          | 3:50  |
| 6. | Pierrot la Lame                      | Bernard Lavilliers          | 4:01  |
| 7. | Kingston                             | Bernard Lavilliers          | 4:08  |
| 8. | Est-ce ainsi que les hommes vivent ? | Louis Aragon, Léo Ferré     | 4:35  |

#### Maxi 45 tours
| No | Titre            | Paroles et musique | Durée |
| -- | ---------------- | ------------------ | ----- |
| 1. | Traffic          | Bernard Lavilliers | 5:34  |
| 2. | Stand the Ghetto | Bernard Lavilliers | 4:29  |

### Édition CD de 1989
| No  | Titre                                | Paroles et musique          | Durée |
| --- | ------------------------------------ | --------------------------- | ----- |
| 1.  | Rock City                            | Bernard Lavilliers          | 3:02  |
| 2.  | La Salsa                             | Bernard Lavilliers          | 5:00  |
| 3.  | Traffic                              | Bernard Lavilliers          | 5:34  |
| 4.  | O Gringo                             | Bernard Lavilliers, Novelli | 5:05  |
| 5.  | Sertão                               | Bernard Lavilliers          | 4:42  |
| 6.  | Attention fragile                    | Bernard Lavilliers          | 3:50  |
| 7.  | Pierrot la Lame                      | Bernard Lavilliers          | 4:01  |
| 8.  | Stand the Ghetto                     | Bernard Lavilliers          | 4:29  |
| 9.  | Kingston                             | Bernard Lavilliers          | 4:08  |
| 10. | Est-ce ainsi que les hommes vivent ? | Louis Aragon, Léo Ferré     | 4:35  |

## Musiciens
- Leo Adamian, batterie (1,3).
- Kenny Mazur, guitare (1,3,7)
- Steve Robbins, claviers (1,3)
- John Ofria III, saxophone (1,3)
- Brian Slawson, percussions (1,3)
- Hector Zarzuela, José Febles, Pedro Boulong, Jimmy Frisaura, Angel M Rosado, trompette (2,7)
- Salvador Cuevas, basse (2,7)
- Jose Madera, bongo (2,7)
- Mike Collazo, timbales (2,7)
- Ray Baretto, congas (2,7)
- Ismael Quintana, maracas (2,7)
- Louie Ramirez, piano (2,7)
- Jose Roberto, piano (4)
- Nelson Angelo, guitare (4)
- Danilo Caymmi, flûte (4)
- Rubinho, batterie (4)
- Cafe, percussions (4)
- Novelli, baixo (4)
- Groupe Quinteto Violado(5)
- Marcelo Mello, chant solo (5)
- Francois Breant, claviers (6,10)
- Manu, batterie (6,10)
- Dominique Mahut, percussions (6)
- Hector, guitare (6,10)
- Pascal Arroyo, basse (6,10)
- Alvin Haughton, percussions (8,9)
- Junior Douglas, percussions & congas (8,9)
- Mickey Richards, batterie (8,9)
- Wayne Armond, guitare (8,9)
- Robert Lyn, piano (8,9)
- R.A Johnson, claviers (8,9)
- Willie Lindo, guitare lead (8,9)
- Sharon Forrester, chant (8,9)
- Boris Gardiner, basse (8,9)